# Anne of Green Gables: The Animated Series
Anne of Green Gables: The Animated Series è una serie televisiva canadese a disegni animati prodotta nel 2000 da Annemation Productions e Sullivan Entertainment in 26 episodi ed ispirata al romanzo Anna dai capelli rossi della scrittrice canadese Lucy Maud Montgomery. 
La serie, rivolta prevalentemente a bambini, ha un intento didattico: ogni episodio di circa mezz'ora presenta un problema che i personaggi della storia devono affrontare e risolvere. Abbinate ai problemi presentati negli episodi, il network televisivo Public Broadcasting Service ha prodotto alcune guide educative "ready-to-learn" che i docenti possono utilizzare in aula. L'obiettivo educativo della serie animata è lo sviluppo dell'identità del bambino, rafforzata attraverso il pensiero laterale per affrontare al meglio tutte le sfide quotidiane.
Più recentemente la Sullivan Entertainment ha riscritto le guide didattiche affinché l'organizzazione no profit Free the Children, possa iniziarne l'utilizzo nelle scuole che ha costruito in Kenya, con la speranza di estendere questo progetto nelle scuole di altri Paesi.

## Sequenza di apertura
La sequenza di apertura della serie inizia all'orfanotrofio. Il giorno dopo, Anne decide di mettere le sue cose in ordine e inizia a correre fuori dall'orfanotrofio. Come lei correva più veloce e più veloce, quindi si sollevò da terra e iniziò magicamente a volare. Anne vola attraverso i campi, sempre più in alto, e fuori dalla scogliera. Era molto felice, lei è alta 50 piedi. Lei detiene il cappello in testa, mentre vola verso il cielo.

## Episodi
| Nº | Titolo                        | Prima TV          |
| -- | ----------------------------- | ----------------- |
| 1  | Carrots                       | 2 settembre 2001  |
| 2  | Babysitting Blues             | 9 settembre 2001  |
| 3  | The Stray                     | 16 settembre 2001 |
| 4  | The Best Partner              | 23 settembre 2001 |
| 5  | A Question of Rules           | 30 settembre 2001 |
| 6  | Taffy                         | 7 ottobre 2001    |
| 7  | One True Friend               | 14 ottobre 2001   |
| 8  | Lost and Found                | 21 ottobre 2001   |
| 9  | Idle Chatter                  | 28 ottobre 2001   |
| 10 | Bully by the Horns            | 4 novembre 2001   |
| 11 | The Ice Cream Promise         | 11 novembre 2001  |
| 12 | Sleeves                       | 18 novembre 2001  |
| 13 | The Avonlea Herald            | 25 novembre 2001  |
| 14 | Chores Eclipsed               | 2 dicembre 2001   |
| 15 | The Swim of Things            | 9 dicembre 2001   |
| 16 | Butterflies                   | 16 dicembre 2001  |
| 17 | A Walk in His Shoes           | 23 dicembre 2001  |
| 18 | The Witch of Avonlea          | 30 dicembre 2001  |
| 19 | A Square Peg                  | 6 gennaio 2002    |
| 20 | Marbles                       | 13 gennaio 2002   |
| 21 | Oh Brother                    | 20 gennaio 2002   |
| 22 | A Condition of Superstition   | 27 gennaio 2002   |
| 23 | A Welcome Hero                | 3 febbraio 2002   |
| 24 | A Better Mousetrap            | 10 febbraio 2002  |
| 25 | No Anne is an Island          | 17 febbraio 2002  |
| 26 | Anne's Disappearing Allowance | 24 febbraio 2002  |